# لیز مک‌کلارنون
لیز مک‌کلارنون (به انگلیسی: Liz McClarnon) (زاده ۱۰ آوریل ۱۹۸۱) خواننده انگلیسی که عضو گروه اتمیک کیتن است.